# Catabotrys deciduum
Catabotrys deciduum är en svampart som först beskrevs av Berk. & Broome, och fick sitt nu gällande namn av Seaver & Waterston 1946. Catabotrys deciduum ingår i släktet Catabotrys och familjen Catabotrydaceae.   Inga underarter finns listade i Catalogue of Life.